# Chaac

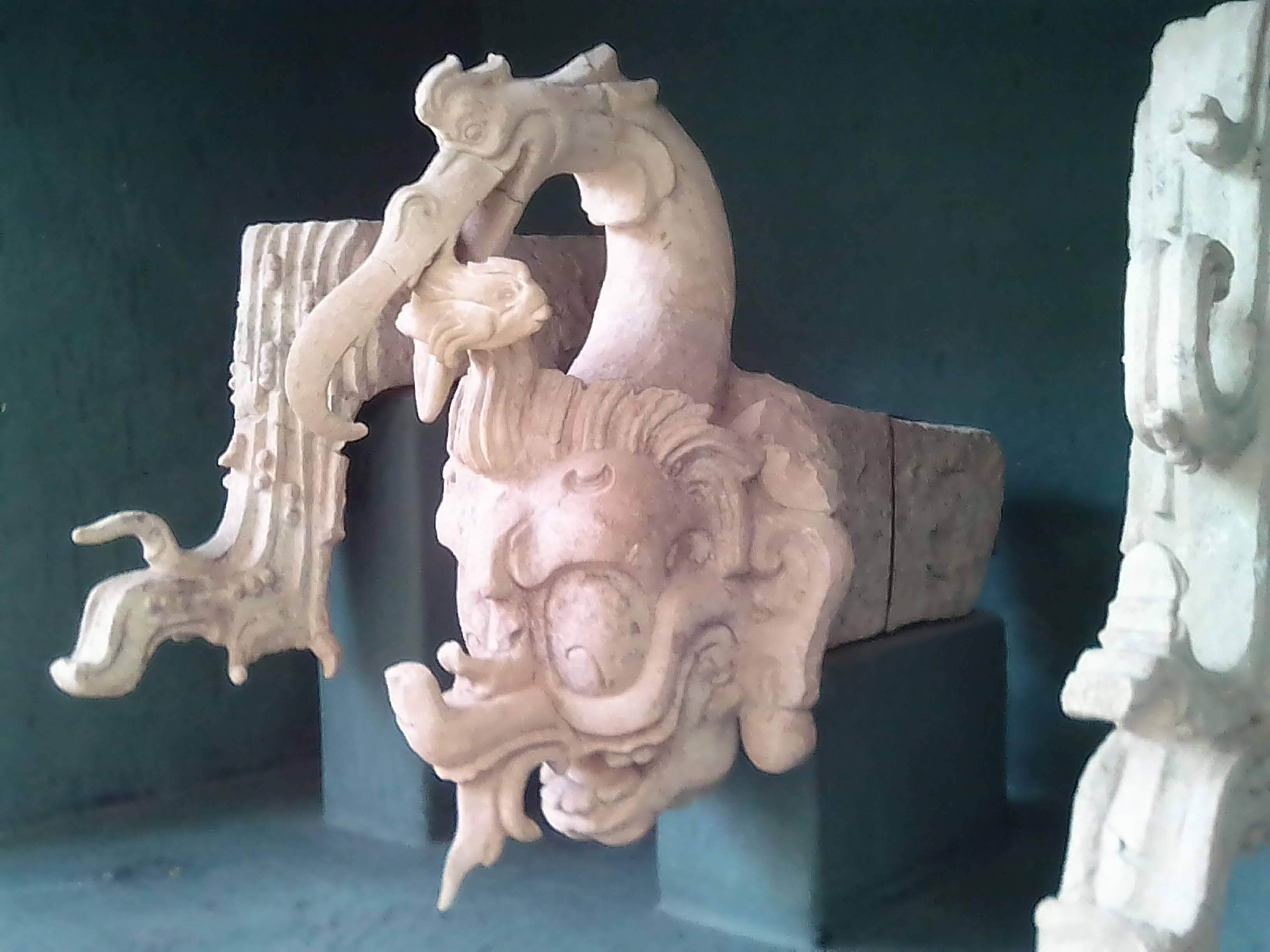
Escultura de cabeza de Chaac, procedente de Copán, exhibida en un museo de Honduras.

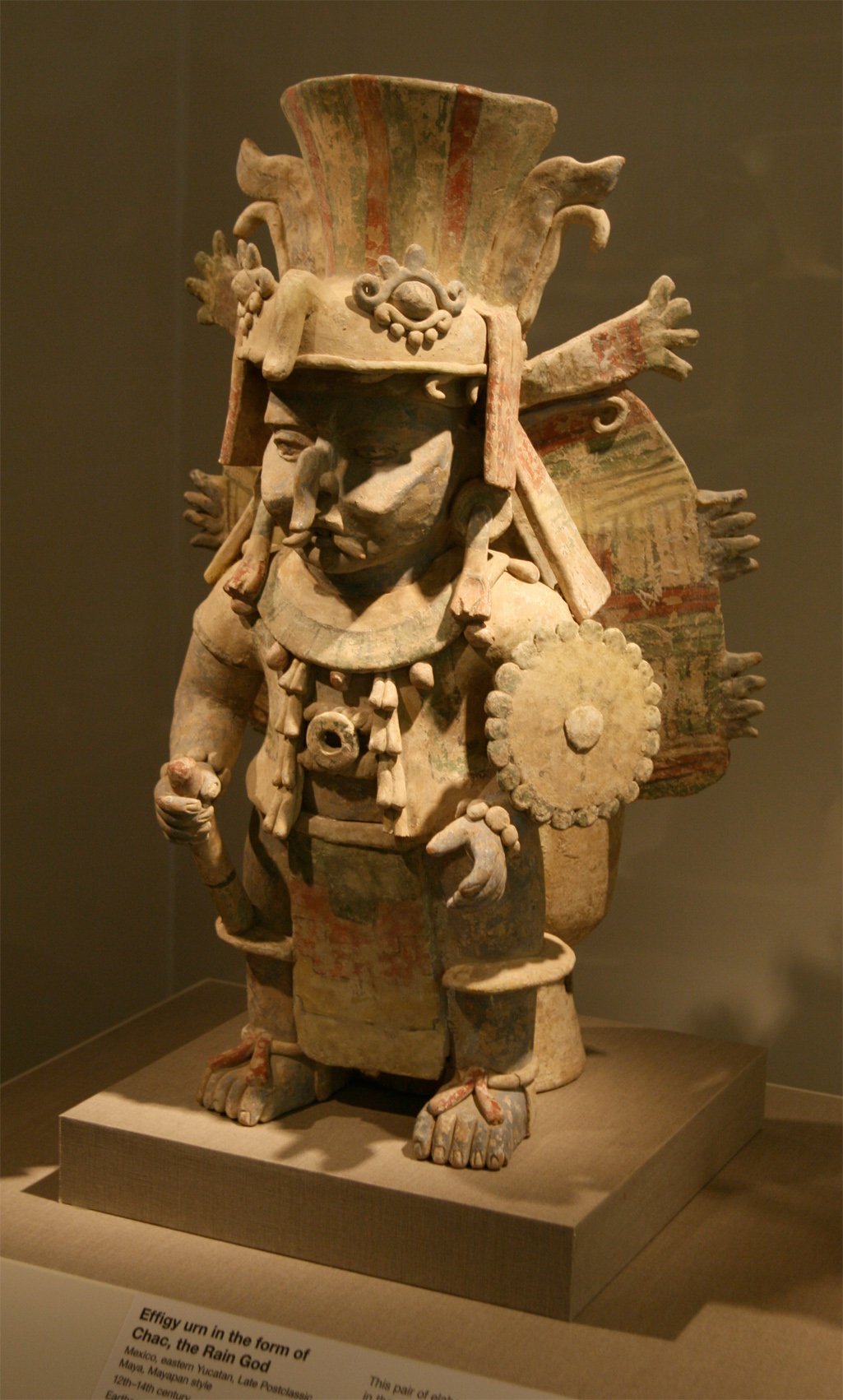
Figura de terracota de Chaac. México.

Chaac (del maya yucateco: Cháak ‘lluvia’) fue un importante dios maya, vinculado con el agua y sobre todo con la lluvia. Similar al Tláloc nahua, al Pitao Cocijo zapoteca y al Dzahui mixteca.
En ocasiones en su mano sostiene su hacha-rayo; a veces lleva una antorcha, símbolo de la sequía, ya que de él dependía que lloviera o no, o bien, vacía agua de una vasija. A Chaac también se le ha relacionado con la guerra y con el Dios GI de Palenque. 

## Historia
Representado con una larga trompa inclinada hacia arriba, Chaac tenía mucha importancia entre el pueblo y este lo invocaba para obtener buenas cosechas. Según los relatos, el dios que posiblemente fue introducido por influencias centromexicanas —por ejemplo, teotihuacanas— y que debía su importancia a la carencia de grandes fuentes fluviales en la península de Yucatán, moraba en las cuevas o cenotes, en definitiva, en las entradas al inframundo.
Está caracterizado en los edificios de Puuc, zona que también se caracterizaba por la falta de agua. También pueden verse sus representaciones en Uxmal, Sayil, Kabáh o Chichen Itzá. En ocasiones se le representa como cuatro dioses separados según los puntos cardinales: Chac Xib Chaac (Chaac Rojo del Este), Sac Xib Chaac (Chaac blanco del Norte), Ek Xib Chaac (Chaac negro del Oeste) y Kan Xib Chaac (Chaac amarillo del Sur). Representado comúnmente como un hombre viejo con una apariencia que asimila a un anfibio o reptil, su característica nariz larga y curva, cargando un hacha que representa el trueno o rayo. Ha sido asociado con la rana o sapo.

### Actualidad
Hoy día se sigue rindiéndole culto entre los campesinos mayas, tal como estudios antropológicos dejan entrever; sin embargo, es bajo el nombre de Santo Tomás, debido al sincretismo entre las religiones maya y católica.
No era un solo dios, sino uno de los cuatro dioses de los puntos cardinales, que a su vez tenían un color particular que los diferenciaba: El Chaac del Este se llamaba Chac Xib Chaac, “El Hombre Rojo”. El del Norte se llamaba Sac Xib Chaac, “El Hombre de Blanco”.

## Mitología
La deidad de la lluvia es patrona de la agricultura. Un mito muy conocido en el que los Chaacs (o deidades afines de la lluvia y el rayo) desempeñan un papel importante es el de la apertura de la montaña en la que se escondía el maíz. En la mitología tsotsil, la deidad de la lluvia también figura como padre de mujeres núbiles que representan el maíz y las verduras. En algunas versiones del mito kekchí del Sol y la Luna, la deidad de la lluvia Choc (o Chocl) 'Nube' es el hermano del Sol; juntos derrotan a su anciana madre adoptiva y a su amante. Más tarde, Chaac comete adulterio con la mujer de su hermano y es debidamente castigado; sus lágrimas de agonía dan origen a la lluvia. Las versiones de este mito muestran a Chaac en su furia guerrera, persiguiendo al Sol y a la Luna que huyen, y atacándoles con sus rayos.
En algunas mitologías, se cree que el agua y las nubes se forman en el interior de la Tierra, en cuevas y cenotes, y luego son transportadas al cielo por deidades como Chaac. Las fuentes mayas del periodo Clásico también sugieren que Chaac fue el dios que abrió la montaña que contenía maíz, utilizando su hacha del rayo, K'awil. 

## Iconografía

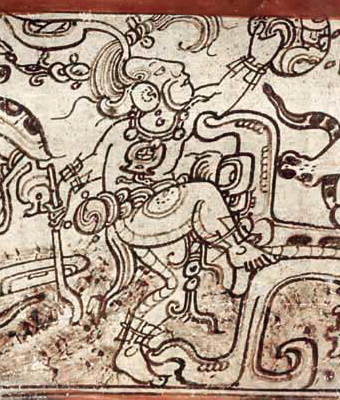
Chaac, deidad maya de la lluvia. Período Clásico. Museo de Arte de la Universidad de Virginia.

Chaac suele representarse con un cuerpo humano que muestra escamas de reptil o anfibio, y con una cabeza no humana que muestra colmillos y una nariz larga y colgante. En el estilo Clásico, una concha le sirve de adorno en la oreja. A menudo lleva un escudo y un hacha de relámpago, siendo el hacha personificada por una deidad estrechamente relacionada, el Dios K, llamado Bolon Dzacab en maya yucateco. El Chaac del Clásico a veces muestra rasgos del precursor de Tláloc en el centro de México (Teotihuacán).

### Lluvia
Gran parte de uno de los cuatro códices mayas que se conservan, el Códice de Dresde, está dedicado a los Chaacs, sus ubicaciones y actividades. Ilustra la íntima relación existente entre los Chaacs, los Bacabs y la anciana diosa Ixchel. La principal fuente sobre los mayas yucatecos del siglo XVI, el obispo Diego de Landa, combina los cuatro Chaacs con los cuatro Bacabs y Pawahtúns en un solo concepto. Los Bacabs eran deidades ancianas que gobernaban la esfera subterránea y sus suministros de agua.

### Guerra
En el periodo Clásico, el rey a menudo personificaba a la deidad de la lluvia (o a una serpiente de la lluvia asociada), mientras que un glifo retrato de la deidad de la lluvia puede acompañar a los otros nombres del rey. Esto puede haber dado forma a su papel como creador supremo de lluvia. Sin embargo, lo habitual es que se haga hincapié en la furia bélica de la deidad de la lluvia (como también ocurre en el mito antes mencionado). El rey, que personifica a la deidad de la lluvia, aparece portando instrumentos de guerra y tomando prisioneros, mientras que sus acciones parecen equipararse a la violencia de una tormenta eléctrica.

### Narrativa del período Clásico
Poco se sabe del papel de Chaac en la narrativa mitológica del periodo Clásico. Está presente en la resurrección del dios maya del maíz del caparazón de una tortuga, que posiblemente representa la tierra. Las llamadas "escenas de enfrentamiento" tienen un carácter más legendario. Muestran a un joven noble y su séquito vadeando las aguas y siendo acometidos por guerreros. Uno de estos guerreros es un hombre que personifica a la deidad de la lluvia. Probablemente representa a un rey ancestral, y parece que se refiere a él como Chak Xib (Chaac). Junto con el esquelético dios de la muerte (Dios A), Chaahk también aparece para presidir la transformación ritual de un iniciado en jaguar.

## En la cultura popular

### Poseidón vs Chaac en Yucatán
Chaac sigue teniendo importancia para los grupos mayas de México. En 2024, una estatua del dios griego Poseidón situada en Progreso, Yucatán, causó controversia entre los locales que la consideraban ofensiva para sus creencias en Chaac.
Todo inició cuando la ciudadana yucateca Vicky Wolff realizó un video expresando su inconformidad ante las fuertes lluvias que acechaban al sureste de México en esos momentos, culpando a dicha estatua de haber ofendido a la deidad local de la lluvia, Chaac. Muchos se organizaron con el objetivo de destruir la estatua porque supuestamente enfurecía a Chaac. Aunque el movimiento se originó como una broma, muchos se lo tomaron en serio e intentaron destrozar la estatua. Abogados activistas intentaron que se retirara la estatua, y algunas personas en México citaron a la tormenta tropical Alberto y el huracán Beryl como prueba de que Chaac estaba enfadado con Poseidón.
Chaac aparece en Marvel Comics como parte de los Ahau (un panteón de dioses adorados por el pueblo maya).
En la película de 1984 El mutilador se muestra y se habla de una máscara que se dice que es de Chaac.
En Black Panther: Wakanda Forever, es venerado como un dios por Namor y los habitantes de Talokan (un reino basado en la Atlántida y el Tlalocan), cuyos antepasados se encontraban moribundos debido a la viruela introducida por los colonizadores españoles, y le rezaron por una cura que les dio piel azul y branquias que restringían su capacidad de respirar aire en la superficie, lo que les obligó a asentarse bajo el agua y establecer Talokan como una nueva civilización.
Chaac es un guerrero jugable en SMITE.